# Фикх
Фикх (арап. فقه) је исламска судска пракса. Фикх је проширење шеријатског исламског права, базирано директно на Курану и сунама, и он комплементира шеријат еволуирајућим пресудама/интерпретацијама исламских правника.
Фикх се бави поштовањем ритуала, моралом и друштвеним правом у исламу. За особу која познаје фикх се користи израз факих (множина фукаха).